# Felis attica
Felis attica — вымершая кошка, жившая 9-6 миллионов лет назад в позднем миоцене. Её первый ископаемый череп был обнаружен недалеко от Пикерми в Аттике, Греция. Окаменелости были также раскопаны недалеко от молдавского города Тараклия. F. attica была крупнее европейской дикой кошки, но, вероятно, мельче сервала. Из-за различий в размерах он был предложен в качестве типового вида для рода Pristifelis, предложенного в 2012 году.
Около 12 миллионов лет назад род Felis эволюционировал и в конечном итоге дал начало многим современным видам мелких кошек. Felis attica был маленьким рысеподобным котом и одним из предков первых видов Felis современного типа, таких как Felis lunensis, которые появились около 2,5 миллионов лет назад в эпоху плиоцена.